# Вісафоліо
Вісафоліо (рум. Visafolio) — село у повіті Харгіта в Румунії. Адміністративно підпорядковане місту Георгень.
Село розташоване на відстані 254 км на північ від Бухареста, 39 км на північ від М'єркуря-Чука, 116 км на північ від Брашова.

## Населення
За даними перепису населення 2002 року у селі проживали 10 осіб, з них 9 осіб (90,0%) угорців. Рідною мовою 9 осіб (90,0%) назвали угорську.